# Sarah Bernstein
Sarah Bernstein (Montréal, 23 aprile 1987) è una scrittrice canadese.

## Biografia
È nata a Montreal, Québec, e attualmente risiede in Scozia, dove insegna letteratura e scrittura creativa. Ha insegnato presso le università di Sheffield, Edimburgo e Strathclyde.
La sua raccolta di poesie in prosa Now Comes the Lightning è stata pubblicata nel 2015 ed è stata finalista per il Robert Kroetsch Award for Innovative Writing. Il suo primo romanzo, The Coming Bad Days, è stato pubblicato nel 2021. Il suo successivo romanzo, Study for Obedience, è stato selezionato per il Booker Prize 2023 e ha vinto il Giller Prize 2023.
Nel 2023, Granta ha nominato Bernstein come una delle venti migliori giovani romanzieri britannici.

### Formazione
Bernstein ha conseguito una laurea combinata in Inglese e Scrittura Creativa presso la Concordia University, per poi proseguire con un Master of Arts presso l'Università del Nuovo Brunswick.

## Opere

### Romanzi
- The Coming Bad Days (2021)
- Study for Obedience (2023)

### Poesie
- Now Comes the Lightning (2015)